# Pier Francesco Serragli
Pier Francesco Serragli (... – 1938) è stato un politico e avvocato italiano.

## Biografia
Proprietario terriero e accademico della crusca, fu sindaco di Firenze dal 1917 al 1920. Presidente dell'Associazione Agraria toscana, fu segretario fondatore dell'azienda Boracifera Larderello nel 1912. Fascista della prima ora, presiede il neocostituito Fascio di Firenze nel 1918.

## Opere
- Un contratto agrario. La mezzadria toscana, Firenze, Libreria Fiorentina, 1908.
- Le agitazioni dei contadini in Toscana, Relazione al Congresso agrario Nazionale, Roma-febbraio 1921.